# Ransol
Ransol es una localidad de Andorra perteneciente a la parroquia de Canillo. En 2015 contaba con 184 habitantes.
El valle donde se asienta es notable por la riqueza de su flora y su fauna.
La fiesta mayor de Ransol se celebra cada año el 25 de julio por Sant Jaume, y tiene una duración de tres días, toda la organización es llevada a cabo por la agrupación local de jóvenes, la Quadrilla de la Ribera.